# Franz Küberl

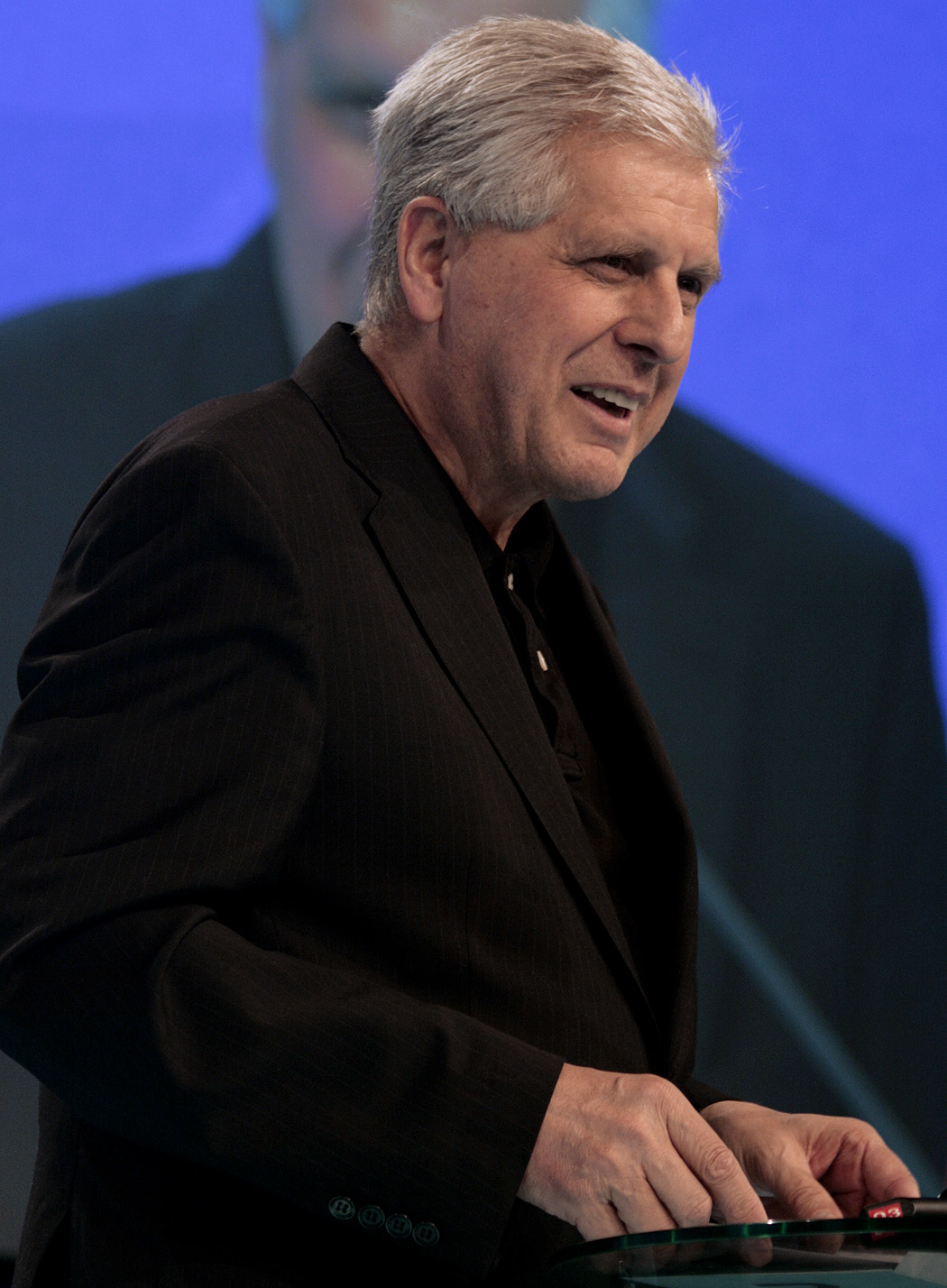
Franz Küberl (Wien 2009)

Franz Küberl (* 22. April 1953 in Graz) ist ehemaliger Präsident der Caritas Österreich (1995–2013) und war von 1994 bis 2016 Direktor der steirischen Teilorganisation derselben.

## Leben
Küberl besuchte nach der Pflichtschule die Handelsschule. Seine berufliche Laufbahn begann Franz Küberl im Jahr 1972 als Diözesansekretär der Katholischen Arbeiterjugend der Steiermark. In den Jahren 1976 bis 1982 leitete er das Bundessekretariat der katholischen Jugend Österreichs in Wien und war auch Vorsitzender des österreichischen Bundesjugendrings. 1982 wurde er Referent im Katholischen Bildungswerk in Graz, 1986 wurde er Generalsekretär der Katholischen Aktion Steiermark, 1994 steirischer Caritas-Direktor. Im Dezember 1995 folgte er Helmut Schüller als Präsident der Österreichischen Caritas und war 18 Jahre lang in dieser Funktion tätig. Im November 2013 trat Franz Küberl nicht mehr zur Wahl zum Präsidenten der Caritas Österreich an, Michael Landau, der Caritas-Direktor der Erzdiözese Wien, wurde am 13. November 2013 zum neuen Präsidenten der Caritas Österreich gewählt.
Außerdem war er Mitglied des ORF-Publikumsrats und bis 2018 des ORF-Stiftungsrats. Im Stiftungsrat folgte ihm Alfred Trendl, Präsident des Katholischen Familienverbands, nach. Küberl ist einer der Stifter der Katholischer Medien Verein Privatstiftung. Diese ist Eigentümerin der Styria Media Group, zu der wiederum unter anderem die Kleine Zeitung und Die Presse gehören.
Ende August 2016 übergab er seine Funktion als Direktor der steirischen Caritas an den bisherigen Wirtschaftsdirektor der Diözese Graz-Seckau, Herbert Beiglböck.
Franz Küberl lebt in Graz. Er ist verheiratet und hat zwei Söhne.

## Preise & Auszeichnungen
- 1999: Orden des Heiligen Daniel, verliehen durch Patriarch Alexej II.[6]
- 2003: Großes Goldenes Ehrenzeichen des Landes Steiermark[7]
- 2005: Auszeichnung mit dem GLOBArt Award[8]
- 2005: Ehrendoktor der Theologie, Katholisch-Theologische Privatuniversität Linz.[9]
- 2006: Preis für humanistische Altersforschung, ÖGGG und die Stadt Wien.[10]
- 2009: „Mann des Jahres“, verliehen vom österreichischen Wirtschaftsmagazin trend.[11]
- 2013: Verleihung des Großen Silbernen Ehrenzeichens für Verdienste um die Republik Österreich[12]
- 2016: Bürger der Stadt Graz[13]
- 2019: Großer Josef-Krainer-Preis

## Werke
- Mein armes Österreich. Und wie es reicher sein könnte. Ueberreuter, Wien Oktober 2010 (zusammen mit Barbara Tóth) ISBN 978-3800074860
- Zukunft muss nach Besserem schmecken: Herausforderungen für Kirche und Gesellschaft, Tyrolia, Innsbruck 2023, ISBN 978-3-7022-4097-4